# Phlegetonia strigula
Phlegetonia strigula là một loài bướm đêm trong họ Noctuidae.